# Verordnung über Großfeuerungs-, Gasturbinen- und Verbrennungsmotoranlagen
Die Verordnung über Großfeuerungs-, Gasturbinen- und Verbrennungsmotoranlagen (13. BImSchV) definiert Grenzwerte für den Ausstoß von Schadstoffen aus großen Feuerungsanlagen mit einer Feuerungswärmeleistung ab 50 MW. Dazu gehören viele Elektrizitätswerke.
Die 13. BImSchV dient der Umsetzung mehrerer einschlägiger EU-Richtlinien, darunter die RL 2001/80/EG vom 23. Oktober 2001, in nationales Recht. Die Verordnung betrifft im Bereich der Stromerzeugung alle kohle-, gas- oder ölbetriebenen Wärmekraftwerke. Sie gilt auch für Blockheizkraftwerke, Gasturbinen- sowie Verbrennungsmotoranlagen.

## Inhalt
Die 13. BImSchV besteht aus fünf Abschnitten und vier Anlagen mit Werten zur technischen Ausführung:
- Abschnitt 1 enthält „Allgemeine Vorschriften“ über Anwendungsbereich, Begriffsbestimmungen und Aggregationsregeln,
- Abschnitt 2 ist das Kernstück der Verordnung und gilt der Verbrennung fester, flüssiger und gasförmiger Brennstoffe und enthält Emissionsgrenzwerte, insbesondere für Staub, Schwermetalle, Kohlenmonoxid, Stickstoffoxide und Schwefeloxide,
- Abschnitt 3 befasst sich mit der „Messung und Überwachung“ der Emissionen,
- Abschnitt 4 definiert die „Zulassung von Ausnahmen“ und „Weitergehende Anforderungen“,
- Abschnitt 5 enthält „Schlussbestimmungen“, u. a. über „Ordnungswidrigkeiten“.

## Vorgeschichte
Der Gesetzgebungsprozess zur 13. BImSchV war noch unter der sozialliberalen Koalition (1969–1982) angestoßen worden, doch trat sie erst nach der Bonner Wende unter Bundeskanzler Helmut Kohl am 1. Juli 1983 in Kraft. Der Stuttgarter Regierungspräsident Manfred Bulling hatte zuvor bundesweit für Aufsehen gesorgt, als er Anfang 1983 eine Verwaltungsanordnung erließ, wonach Kohlekraftwerke in seinem Zuständigkeitsbereich den Ausstoß von Schwefeldioxid auf 400 Milligramm je Kubikmeter Abluft reduzieren mussten. Die baden-württembergische Energiewirtschaft fügte sich Bullings Verdikt.
Die Sonderregelung, dass die meisten Braunkohlekraftwerke 650 statt 400 mg SO2/m³ emittieren durften, nannte man nach dem Begünstigten „Lex RWE“.

## Emissionsgrenzwerte
In der folgenden Tabelle sind exemplarisch Staub-Emissionsgrenzwerte der 13. BImSchV angeführt. In der ersten Spalten sind die Grenzwerte der 13. BImSchV aus dem Jahr 2004 aufgeführt, die zuletzt im August 2012 geändert wurde. Die zweite Spalte zeigt die Grenzwerte der EU-Industrieemissonsrichtlinie, die europaweit ab 7. Januar 2013 gelten. Spalte drei nennt die Grenzwerte der Verordnung zur Umsetzung der EU-Industrieemissonsrichtlinie in Deutschland, die am 21. Februar 2013 vom Bundestag verabschiedet wurde. Zuletzt sind die Emissionswerte aufgeführt, die im Normalbetrieb mit besten verfügbaren Techniken (BVT) erreichbar sind. Diese mit BVT verbundenen Betriebswerte sind im Merkblatt der Europäischen Kommission für entsprechend große neue und alte Anlagen mit Steinkohle-Staubfeuerung festgelegt. Die BVT-Erkenntnisse basieren auf Daten aus fortschrittlichen Kraftwerken, die 2001 und 2002 erhoben wurden.
Eine neue Datensammlung zu aktualisierten besten verfügbaren Techniken (BVT) in Kraftwerken organisierte die Europäische Kommission ab Oktober 2011. Die neuen BVT-Schlussfolgerungen wurden am 31. Juli 2017 veröffentlicht. Die darin festgelegten Emissionswerte, die mit BVT in bestehenden Anlagen erreichbar sind, müssen gemäß der europaweit geltenden Industrieemissionsrichtlinie spätestens vier Jahre nach der Veröffentlichung der BVT-Schlussfolgerungen in bereits errichteten Anlagen eingehalten werden.
Die neuen Grenzwertfestlegungen in Deutschland gehen teilweise über die EU-Mindestvorgaben hinaus, weil Deutschland seit 2010 die EU-Zielvorgaben für Stickoxide gemäß NEC-Richtlinie verfehlt und an zahlreichen Orten die EU-Luft-Grenzwerte zum Gesundheitsschutz gegen Feinstaub und Stickstoffdioxid seit Jahren immer wieder deutlich überschritten werden. Beispielsweise gehen die Anforderungen der neuen 13. BImSchV für neu geplante kleine und mittlere Kraftwerke (50–100 MW) sowie für große Biomassekraftwerke (>300 MW) über die Mindestanforderungen der EU-Richtlinie hinaus.
Die Grenzwerte der aktuell geänderten 13. BImSchV (2013) sind bei neu beantragten Anlagen sofort einzuhalten. Bei bestehenden Anlagen gelten die Grenzwerte grundsätzlich ab dem 1. Januar 2016. Allerdings wurden für mehrere Schadstoffe längere Umsetzungsfristen festgelegt (siehe Fußnoten).
| Thermische Leistung, Brennstoff                                                                                 | Bisheriger Grenzwert 13. BImSchV (2004/2012) Tagesmittel | Mindest-Grenzwert EU-IED (ab 2016) Tagesmittel | Neuer Grenzwert 13. BImSchV (ab 2016) Tagesmittel | Emissionswerte mit BVT (2006) im Tagesmittel*** |
| --- | -------------------------------------------------------- | ---------------------------------------------- | ------------------------------------------------- | ----------------------------------------------- |
| 50–100 MW Biomasse, Öl, Kohle                                                                                   | 20 mg/Nm3*                                               | 30 mg/Nm3                                      | 20 mg/Nm3                                         | 5–30 mg/Nm3                                     |
| 100–300 MW Öl, Kohle                                                                                            | 20 mg/Nm3                                                | 25 mg/Nm3                                      | 20 mg/Nm3                                         | 5–25 mg/Nm3                                     |
| >100 MW Biomasse                                                                                                | 20 mg/Nm3                                                | 20 mg/Nm3                                      | 20 mg/Nm3**                                       | 5–20 mg/Nm3                                     |
| >300 MW Öl, Kohle                                                                                               | 20 mg/Nm3                                                | 20 mg/Nm3                                      | 20 mg/Nm3**                                       | 5–20 mg/Nm3                                     |
| * Übergangsregelung für ältere kleine, mit Kohle gefeuerte Anlagen (50–100 MW) bis 31. Dezember 2012: 30 mg/Nm3 |                                                          |                                                |                                                   |                                                 |
| ** Für alle bestehenden großen Anlagen (>300 MW) ab 1. Januar 2019 zusätzlich: 10 mg/Nm3 im Jahresmittel        |                                                          |                                                |                                                   |                                                 |
| *** Datenbasis des BVT-Merkblattes: 2001–2002, Überarbeitung ab 2011                                            |                                                          |                                                |                                                   |                                                 |

Für bestehende kleinere Kraftwerke (50–100 MW) sowie für Öl und Kohle befeuerte mittlere Kraftwerke (100–300 MW) wurde festgelegt, die bisher gültigen Grenzwerte beizubehalten, die bereits über die EU-Mindestvorgaben hinausgingen. Für mittlere und große Biomassekraftwerke (>100 MW) sowie für große Öl- und Kohle-Kraftwerke (>300 MW) werden ebenfalls die bisherigen Grenzwerte beibehalten, die den EU-Mindestvorgaben 1:1 entsprechen. Für große Kraftwerke (>300 MW) wird ein Jahres-Emissionsgrenzwert für Staub neu eingeführt, der eine Emissionssenkung gegenüber der heutigen Situation zur Folge hat. Bei bestehenden Anlagen sowie bei den bis April 2013 genehmigten Neuanlagen muss der neue Jahresgrenzwert erst ab 1. Januar 2019 eingehalten werden.
Wenn ein Betreiber einer bestehenden Anlage bis zum 1. Januar 2014 gegenüber der zuständigen Behörde schriftlich erklärt, dass er diese
Anlage bis zum 31. Dezember 2023 stilllegt und ab dem 1. Januar 2016 höchstens während 17.500 Stunden betreibt, gelten lediglich die Mindestanforderungen der EU-Richtlinie 2001/80/EG in der 2006 geänderten Fassung.
| Thermische Leistung, Brennstoff                                         | Bisheriger Grenzwert 13. BImSchV (2004/2012) Tagesmittel | Mindest-Grenzwert EU-IED (ab 2013) Tagesmittel | Neuer Grenzwert 13. BImSchV (ab 2013) Tagesmittel | Emissionswerte mit BVT (2006) im Tagesmittel** |
| ----------------------------------------------------------------------- | -------------------------------------------------------- | ---------------------------------------------- | ------------------------------------------------- | ---------------------------------------------- |
| 50–100 MW Biomasse, Öl, Kohle                                           | 20 mg/Nm3                                                | 20 mg/Nm3                                      | 10 mg/Nm3                                         | 5–20 mg/Nm3                                    |
| 100–300 MW Biomasse, Öl, Kohle                                          | 20 mg/Nm3                                                | 20 mg/Nm3                                      | 10 mg/Nm3                                         | 5–20 mg/Nm3                                    |
| >300 MW Biomasse                                                        | 20 mg/Nm3                                                | 20 mg/Nm3                                      | 10 mg/Nm3                                         | 5–20 mg/Nm3                                    |
| >300 MW Öl, Kohle                                                       | 20 mg/Nm3                                                | 10 mg/Nm3                                      | 10 mg/Nm3                                         | 5–10 mg/Nm3*                                   |
| * Für neue zirkulierende Wirbelschichtfeuerungen mit Kohle: 5–20 mg/Nm3 |                                                          |                                                |                                                   |                                                |
| ** Datenbasis des BVT-Merkblattes: 2001–2002, Überarbeitung ab 2011     |                                                          |                                                |                                                   |                                                |

## Text der Verordnung
- 1983 Verordnung über Großfeuerungsanlagen – 13. BImSchV – vom 22. Juni 1983 (BGBl. I S. 719)
- 2004 Verordnung über Großfeuerungs- und Gasturbinenanlagen – 13. BImSchV – vom 20. Juli 2004 (PDF)
- 2013 13. BImSchV (BGBl. I S. 1021)